# ウェルディッシュ
株式会社ウェルディッシュ（英: Wel-Dish.Incorporated）は、天然鉱石を利用した濾過システム、水出し麦茶、ビーフジャーキーを最初に開発したことで知られる、日本の食品メーカーである。近年はこれまでの技術を活用してミネラルを抽出した化粧品開発も行っている。旧社名は石垣食品株式会社。
その社名は創業者一族に由来しており、石垣島や石垣と名の付く地域との関係は特に無い。
高度経済成長期において、水道インフラが未発達だった時期に水を綺麗に美味しく飲みやすくする技術や水出しの技術は画期的であった。
近年では災害時に利活用可能な技術として再注目されている。
2009年10月及び2011年3月・7月には、同業他社との競合に伴って売上高が低迷し、2014年3月期から4期連続で営業損失並びに営業活動におけるキャッシュ・フローがマイナスになるなど経営難に在り、ジャスダックでの株式上場基準である時価総額3億円を下回ったことがある。2023年3月期まで最終赤字が続き、債務超過だけでなく上場廃止基準に抵触した。
2024年の5月に創業家の石垣裕義が著名起業家兼投資家の小松周平を誘致し、代表取締役社長への就任及び投資と再建を依頼。
小松周平は経営体制を刷新した上で、旧経営陣が行なってきた全ての新規事業を即廃止、本業のみに注力を行う選択と集中によって半年足らずで営業損益及び最終損益が一転黒字化、2025年3月期は復配し、営業利益、最終利益共に36年ぶりに最高益を達成した。
また、中期経営計画においては本業を拡大するために必要なM&Aの推進を示し、必要なコーポレートガバナンス体制の強化を行なった。
小松周平はメディアで再建の秘訣を聞かれ、これまでも引き取って再建を繰り返してきた。今回は聞いてた話と違って現金が700万円しかなく、債務超過で上場廃止基準にも触れている状態で、正直いつ潰れてもおかしくなかったが、投資したからには社員と株主のためにやらざるを得なかった使命感が秘訣という話をしている。
2025年3月期を以て、上場廃止基準を全てクリアし、GCも外れた。

## 沿革
- 1957年10月10日	石垣敬義[1]により資本金100万円で(食料品の輸出入・製造・販売を業務として)設立される
- 1957年10月	無菌香辛料の開発・製造・販売を開始する
- 1964年	千葉県船橋市に船橋工場を開設する
- 1965年	他社に先駆け[10]て水出し麦茶を開発する[注釈 2]
- 1975年	カップ麺用の加薬(乾燥鳴門・乾燥蒲鉾・乾燥油揚げ)の製造を開始する
- 1978年	カップ麺用の加薬(乾燥叉焼)の製造を開始する
- 1979年	インスタントコーヒーの製法特許を出願する スティックコーヒー・スティックレモンティー・スティックミルクティーの開発・製造・販売を開始する
- 1980年	インスタント紅茶の製法特許を出願する
- 1982年	インスタント紅茶を生産を開始する (サントリー等より発売される)
- 1983年	スマイル株式会社を吸収合併し、同社の工場を浮間工場とする
- 1984年	東京都千代田区九段下に本社ビルを購入・移転する
- 1984年	烏龍茶の製造・販売を開始する
- 1985年	株式を日本証券業協会に店頭登録する
- 1986年	千葉県香取郡多古町に成田空港工場を開設する
- 1987年	日清製粉に対して第三者割当増資を行う
- 1989年	浮間工場を廃止して成田空港工場に統合する
- 1991年	中華人民共和国山東省濰坊市青州市に濰坊石垣食品（中国語版）を設立する
- 1993年2月	中華人民共和国山東省青島市に青島石垣食品（中国語版）を設立する
- 2004年	ジャスダック証券取引所に株式公開する
- 2009年1月21日	青島石垣食品（中国語版）を青島中博実業（中国語版）に無償で譲渡する[11]
- 2009年1月	本社ビルを売却する
- 2009年3月	船橋工場を廃止し成田空港工場に統合する
- 2009年7月	本社を東京都千代田区九段北1丁目9番12号(九段下ビル6階)に移転する
- 2009年　創業者の息子である石垣裕義が、これまで廃棄されていたごぼうの皮を利用したごぼう茶を開発、生産体制をいち早く確立し2010年に発売開始。2013年までに生産体制が追いつかないほどのヒット商品となった
- 2010年	神戸物産と高島順(ミホウジャパン代表取締役)に対して第三者割当増資を行う・神戸物産とは業務提携も行う[12][13][14]
- 2012年6月	減資する
- 2013年3月21日	本社を東京都千代田区飯田橋1丁目4番1号(九段ウィズビル6階)に移転する
- 2015年1月26日	神戸物産との資本関係が無くなる
- 2020年6月26日	2020年3月末において債務超過となったため、上場廃止に係る猶予期間入り銘柄となる
- 2021年3月	辛澤に対して第三者割当増資を行う
- 2024年5月30日	小松周平代表取締役社長異動、6月27日	本社を東京都港区白金台5丁目18番9号に移転し、株式会社ウェルディッシュに商号変更[15]。
- 2024年12月25日	小松周平が大量保有届提出

## 主な製品
- 茶
  - 茶外茶
    - 麦茶 - フジミネラル麦茶[16][注釈 3]
    - 杜仲茶 - 杜仲茶[注釈 4]
    - 牛蒡茶 - ごぼう茶[注釈 5]
    - 蕎麦茶 - 大麦そば茶・国産そば茶[17]

  - 緑茶
    - 煎茶 - フジミネラル「水出し煎茶」[18]

  - 青茶（烏龍茶） - 烏龍茶[注釈 6]
    - 凍頂烏龍茶 - フジミネラル凍頂烏龍茶[注釈 7]
- ジャーキー
  - ビーフジャーキー - ビーフジャーキー[注釈 8]

## CM出演者
- 江利チエミ（1978年 - 1982年） - 江利の急逝後は、アニメーションが使用されたこともある。
- 松島トモ子（1982年 - ） - 2011年11月27日にTBS系列で放送されていたテレビ番組『クイズ☆タレント名鑑』で石垣食品の製品のCMを題材にしたクイズが出題された[注釈 9]。
  - 江利と松島は映画『サザエさん』シリーズで姉妹役（江利がサザエ、松島がワカメ）という間柄だった。